# Экокластер
ООО «Экокла́стер» — добровольное объединение сельскохозяйственных компаний, специализирующихся на производстве, переработке и реализации экологически чистой продукции и экоуслуг для российского рынка. Работает с 2011 года, находится в числе крупнейших производителей органического продовольствия в России. Как проект в сфере социального предпринимательства активно пропагандирует концепцию медленного питания.

## История
В 2009 году предприниматель Александр Коновалов, ранее совместно с Владимиром Довганем управлявший компанией «Эдельстар», купил в Шаховском районе Московской области четыре гектара земли и построил на них собственную ферму «Коновалово», работающую на принципах органического сельского хозяйства — использовании только тех кормов и добавок, которые даёт сама природа. Всего инвестиции на покупку земли и полный запуск проекта составили, по словам владельца, 32 млн рублей. Первое время произведённое молоко продавалось преимущественно друзьям и соседям, основными клиентами были жители близлежащих коттеджных посёлков на участке между Новой Ригой и Рублёвским шоссе.
Коновалов не хотел расширять производство, опасаясь потери качества продукции, вместо расширения он решил создать торговую марку, под которой объединились бы множественные мелкие хозяйства, производящие продукт высокого уровня экологической безопасности по единым стандартам и технологии. Каждый партнёр, желающий продавать товары под этой торговой маркой, делает ежемесячный взнос, получая при этом ветеринарный контроль, аудит, контроль закупки кормов для животных и семян для овощей — о нём размещают подробную информацию на общем сайте, обеспечивают его упаковкой, маркетинговой поддержкой и гарантируют сбыт. Таким образом, в 2011 году было зарегистрировано общество с ограниченной ответственностью «Экокластер». Уже в первый же год объединение собрало под свой бренд более ста поставщиков натуральной экопродукции из тридцати регионов России и двенадцати стран мира, годовой оборот составил 12 млн рублей, а рентабельность оценивалась в 60 %.
В 2012 году компания запустила первую в России франшизу на экомагазины и разработала проект франшизы на вертикально интегрированные экофермы замкнутого цикла. Если до этого товары реализовывались в основном через запущенный в интернете онлайн-сервис, то теперь у «Экокластер» открылся фирменный магазин розничной торговли в деревне Лужки Истринского района, за ним последовали другие магазины, превратившись в итоге в полноценную сеть. Выручка возросла до 60 млн рублей, общая стоимость бренда оценивалась в 100 млн. В 2014 году компания подписала соглашение о сотрудничестве с фондом региональных социальных программ «Наше будущее», совместно с которым занялась тиражированием практик социального предпринимательства, направленных на возрождение села и обеспечение жителей Москвы экопродуктами. В том же году продукция компании поступила в продажу на нескольких заправочных станциях «Лукойл», в рамках благотворительной программы «Больше, чем покупка!», организованной бизнесменом Вагитом Алекперовым.
По данным газеты «Коммерсантъ» за 2015 год ООО «Экокластер» является крупнейшим в России производителем органических продуктов, наравне с ОАО «Русское молоко» и ООО «Эфирмасло».

## Деятельность
Главная цель всех участников объединения — производить, поставлять и реализовывать на российском рынке экологически чистую продукцию и экоуслуги с гарантированным и защищённым качеством, оказывать влияние на формирование в стране цивилизованного рынка экологически чистой продукции, а также внедрять на нём современные международные экостандарты. Компания пропагандирует отказ от искусственных веществ в качестве удобрений, пестицидов, гербицидов, регуляторов роста (для борьбы с болезнями используются растительные настои и агротехнические приёмы), отказ от антибиотиков, эмульгаторов, стабилизаторов, вкусовых добавок, консервантов при производстве продукции, полный отказ от ГМО. Продукция проходит независимую экспертизу в Общенациональной ассоциации генетической безопасности и маркируется специальным знаком «Биологически безопасно». Объединением создана собственная система сбыта продукции, которая включает сеть магазинов и прямую доставку покупателю товаров, заказанных через соответствующий интернет-магазин.
Компанией также предоставляются услуги экотуризма, например, на территории фермы «Коновалово» построены два дома-отеля на 18 гостей, работают кафе и баня. Посетители имеют возможность ознакомиться с технологией сельскохозяйственных работ, пообщаться с животными и самостоятельно поучаствовать в производственном процессе.

## Социальное значение
Объединение «Экокластер» активно сотрудничает с федеральными и региональными органами власти, реализует социальные и обучающие программы по формированию здорового образа жизни, бережного отношения к природе, воссоздаёт культурное наследие, сохраняет агробиоразнообразие региона, обеспечивает создание рабочих мест в сельских районах, занимается пропагандистской и издательской деятельностью. Кроме того, «Экокластер» является своего рода бизнес-инкубатором, информационно-консалтинговой компанией, местом аккумуляции инвестиционных проектов в сфере органического сельского хозяйства и агротуризма.
Руководитель объединения Александр Коновалов занимает активную гражданскую позицию, участвует во всех профильных мероприятиях, общественных слушаниях, является членом рабочей группы Министерства сельского хозяйства РФ по разработке законопроекта об органическом сельском хозяйстве в России.
С 2015 года объединение «Экокластер» сотрудничает с российской некоммерческой организацией ОАГБ (Общенациональная Ассоциация генетической безопасности) в области обеспечения независимого контроля качества продукции и является участником системы добровольной сертификации "Биологически безопасно". 

## Критика
По мнению Бориса Акимова, создателя кооператива LavkaLavka, в бизнес-модель «Экокластера» заведомо заложен конфликт интересов: «Если бы Коновалов занимался только молоком, а привлекал в кластер производителей другой продукции, это было бы понятно. Но многопрофильная ферма, привлекая других производителей, работающих в той же нише, будет конкурировать сама с собой».